# Die Millionenshow

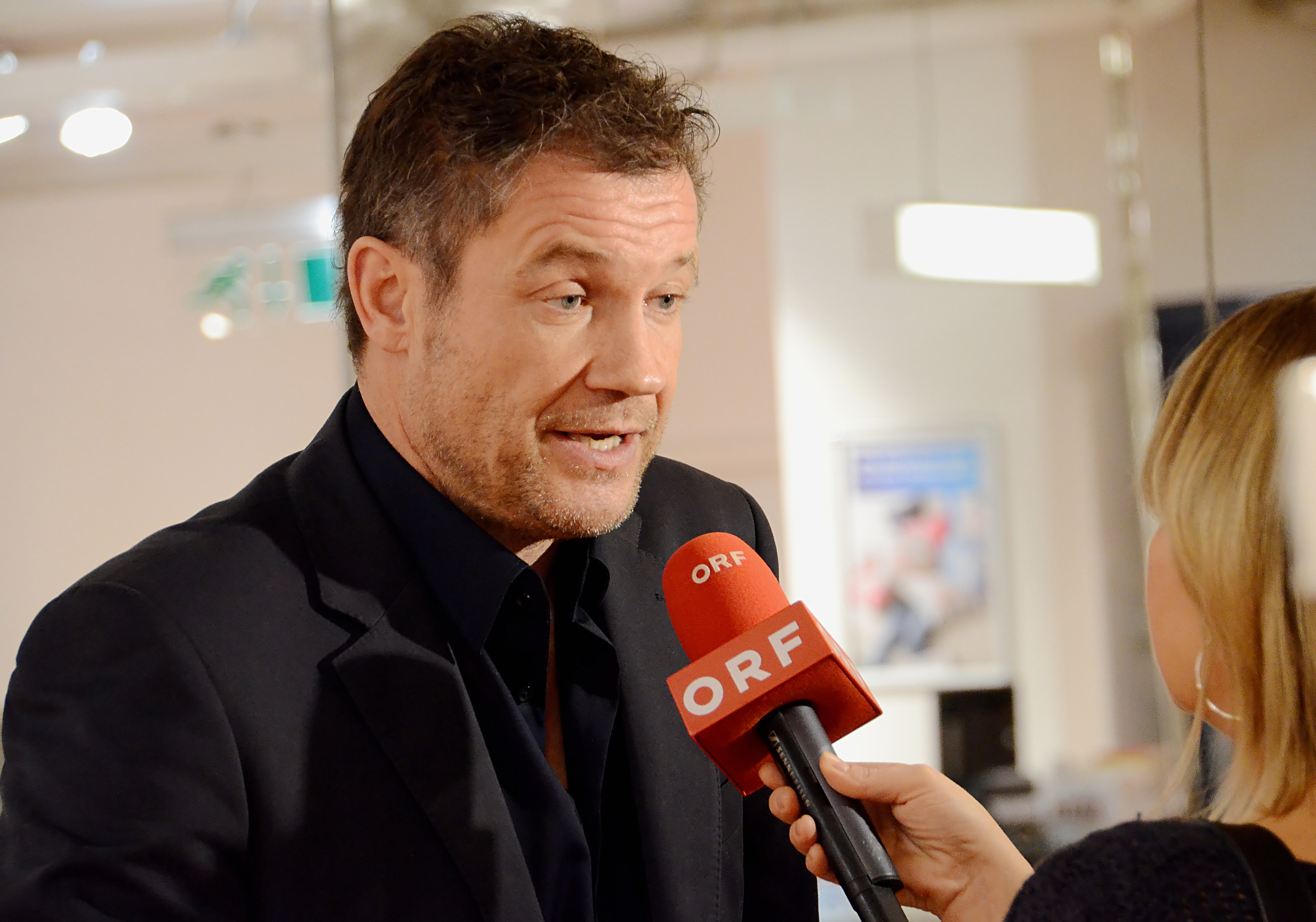
Moderator Armin Assinger (2015)

Die Millionenshow ist die österreichische Version des britischen Fernsehquizs Who Wants to Be a Millionaire? Sie wird seit 2000 ausgestrahlt und seit 2002 von Armin Assinger moderiert. Wie die deutsche Version Wer wird Millionär? wird sie in einem Studio der EMG Germany GmbH im nordrhein-westfälischen Hürth bei Köln produziert und vom ORF ausgestrahlt, wobei die Folgen am Montag auf ORF 2 laufen. Alle zwei Wochen werden in der Regel jeweils drei Sendungen am Mittwoch und Donnerstag ab 17:30 Uhr aufgezeichnet.

## Die Sendung
Zu Beginn hieß die Show Alles ist möglich – Die 10-Millionen-Show, der Hauptgewinn betrug zehn Millionen Schilling (etwa 730.000 €), Moderator der im Jänner 2000 gestarteten Sendung war Rainhard Fendrich. Alles ist möglich spielte auf den Slogan der Österreichischen Lotterien an, die die Sendung sponserten. Nach sechs erfolgreichen Folgen konnten allerdings keine neuen Verträge mit dem Moderator und dem Sponsor ausgehandelt werden, sodass die Sendung in Die Millionenshow umbenannt wurde. Fortan moderierte Barbara Stöckl das Format, als erste Frau weltweit, von Mai 2000 bis September 2002. Danach wurde sie von Armin Assinger abgelöst, der bis heute durch die Sendung führt. Seit der Einführung des Euro beträgt auch in Österreich der Höchstgewinn 1.000.000 Euro, die Gewinnstufen unterscheiden sich jedoch von denen anderer Versionen.
Am 25. Februar 2007 wurde aus Anlass der 500. Ausgabe der Show erstmals eine Episode live übertragen. Dabei wandelte man den Publikumsjoker in einen „Österreich-Joker“ um. Das gesamte österreichische Publikum konnte dem Kandidaten bei der Beantwortung einer Frage mit der Teilnahme an einer telefonischen TED-Umfrage zur Seite stehen.

## Produktion
Die ersten Folgen wurden, wie auch die deutschen, in Hilversum in den Niederlanden produziert. Ein eigenes Filmset für die Millionenshow zu bauen, wurde aus Kostengründen abgelehnt. Zum Jahreswechsel 2000/2001 zog die Produktion in die NOB-Studios (heute EMG Germany) nach Hürth bei Köln um. Die Show wurde in Holland von Endemol Nederland produziert, in Deutschland übernahm die dort ansässige Endemol-Zweigfirma (heute Endemol Shine Germany) die Produktion. Das Logo bestand bis zum Winter 2001/2002 aus einem simplen blauen Kreis mit der Inschrift „Alles ist möglich“ beziehungsweise „Die Millionenshow“, danach orientierte es sich am internationalen Vorbild und enthielt, wie das britische Original, grüne Fragezeichen.

## Joker

### Hauptjoker
50:50-Joker
Bei diesem Joker werden zwei falsche Antworten entfernt, um die Entscheidung zu erleichtern.
Telefonjoker
Es gibt auch die Möglichkeit, 30 Sekunden mit einem selbst gewählten Telefonexperten zu sprechen. Der Telefonjoker wurde 2007 von drei auf fünf mögliche Kandidaten erweitert, dies wurde später aber wieder rückgängig gemacht.
Publikumsjoker
Dieser Joker fungiert wie eine Umfrage. Die Zuschauer, die glauben, dass sie die richtige Antwort wissen, stimmen ab, sobald der Kandidat den Joker benötigt. Das Ergebnis wird dann als Diagramm mit auf dem Display des Kandidaten angezeigt.
Begleitpersonjoker
Aufgrund des COVID-19 Lockdown gab es kein Publikum im Studio und daher wurde der Publikumsjoker durch den Begleitpersonjoker ersetzt. Bei diesem Joker kann man mit seiner Begleitperson ohne Zeitbeschränkung beraten was die richtige Antwort ist. Dieser Joker kam in den letzten 2 Sendungen der 20. Staffel zum Einsatz und wurde am 11. Jänner 2021 zum letzten Mal verwendet.
Kandidatenjoker
Da die Bestimmungen zur Verhinderung der Ausbreitung von COVID-19 kein Publikum zugelassen haben, wurde seit der am 18. Jänner 2021 ausgestrahlten Sendung der Kandidatenjoker verwendet. Dabei nehmen im Studio fünf ehemalige Kandidaten, die bei ihrem Antritt jeweils mindestens 150.000 Euro erspielt haben, Platz. Ab der Sendung vom 8. März 2021 wurden auch Kandidaten, die mindestens 75.000 Euro erspielt hatten, herangezogen. Wird der Joker eingesetzt, stehen jene auf, die die richtige Antwort zu wissen meinen. Der Spieler kann nun eine Person auswählen und sich bei der Beantwortung der Frage unterstützen lassen. Ist die Antwort richtig, bekommt der ehemalige Kandidat 500 Euro, unabhängig davon, ob der Spieler die Antwort genommen hat oder nicht.

### Zusatzjoker
In Österreich gibt es seit 2007 wie in Deutschland die Möglichkeit, im Gegenzug für einen vierten Joker auf die zweite Sicherheitsstufe bei 15.000 Euro zu verzichten.
Zweite Chance
Bis 2019 war der Zusatzjoker die „Zweite Chance“, mit dem man bei einer falschen Antwort eine zweite geben durfte. Der Joker musste vor der Antwort genommen werden. Oft wurde dieser Joker in Kombination nach dem 50:50-Joker genommen, da ein Kandidat dann völlig ohne eigenes Wissen sicher die richtige Antwort geben konnte. Die zweite Chance wurde wesentlich seltener genommen als der neue Publikumsjoker in der deutschen Sendung, da der Kandidat nach einer falschen Antwort zur Abgabe eines zweiten Tipps verpflichtet war und nicht etwa aussteigen durfte.
Switch
Seit September 2019 wird der „Switch-Joker“ eingesetzt. Kann oder will ein Kandidat eine Frage nicht beantworten, so kann er sie gegen eine andere (natürlich ebenfalls völlig zufällig erscheinende Frage) tauschen. Danach wird nach den üblichen Regeln weitergespielt, das heißt, der Kandidat kann an dieser Stelle wieder entscheiden, ob er aussteigt, weiterspielt oder einen anderen Joker verwendet.

## Software
- PC-Spiel Die Millionenshow (2001)

## Gewinnstufen
Die dunkelgrau hinterlegten Gewinne sind die Sicherheitsstufen. Bei der Nutzung der Risikovariante mit vier Jokern entfällt die zweite Sicherheitsstufe (15.000 Euro, ab 2007).
| Ab 2002     | Promi-Millionenshow | Promi-Millionenshow (bis 2010) | Junior-Millionenshow | Bis 2002      | Promi-Millionenshow (bis 2002) |
| ----------- | ------------------- | ------------------------------ | -------------------- | ------------- | ------------------------------ |
| € 100       | € 100               | € 100                          | € 100                | öS 1.000      | öS 5.000                       |
| € 200       | € 200               | € 200                          | € 200                | öS 2.000      | öS 10.000                      |
| € 300       | € 300               | € 300                          | € 300                | öS 3.000      | öS 15.000                      |
| € 400       | € 400               | € 400                          | € 400                | öS 5.000      | öS 20.000                      |
| € 500       | € 500               | € 500                          | € 500                | öS 10.000     | öS 25.000                      |
| € 1.000     | € 1.000             | € 1.000                        | € 1.000              | öS 20.000     | öS 50.000                      |
| € 2.000     | € 2.000             | € 2.000                        | € 1.500              | öS 40.000     | öS 100.000                     |
| € 5.000     | € 4.000             | € 3.000                        | € 2.000              | öS 80.000     | öS 150.000                     |
| € 10.000    | € 6.000             | € 4.000                        | € 3.000              | öS 160.000    | öS 200.000                     |
| € 15.000    | € 10.000            | € 5.000                        | € 5.000              | öS 320.000    | öS 250.000                     |
| € 30.000    | € 15.000            | € 10.000                       | € 10.000             | öS 640.000    | öS 300.000                     |
| € 75.000    | € 25.000            | € 20.000                       | € 20.000             | öS 1.250.000  | öS 350.000                     |
| € 150.000   | € 35.000            | € 30.000                       | € 30.000             | öS 2.500.000  | öS 400.000                     |
| € 300.000   | € 50.000            | € 40.000                       | € 50.000             | öS 5.000.000  | öS 450.000                     |
| € 1.000.000 | € 75.000            | € 50.000                       | € 100.000            | öS 10.000.000 | öS 500.000                     |

## Hauptgewinner
| #  | Gewinner                                   | Datum              | Gewinn          | Sendung                       |
| -- | ------------------------------------------ | ------------------ | --------------- | ----------------------------- |
| 1  | Anton Sutterlüty (Vorarlberg)              | 19. Februar 2001   | öS 10 Millionen | 54. Sendung                   |
| 2  | Christiane de Piero (Kärnten)              | 11. November 2002  | € 1 Million     | 137. Sendung                  |
| 3  | Sigrid Weiß-Lutz (Steiermark)              | 9. Mai 2003        | € 1 Million     | 198. Sendung                  |
| 4  | Monica Weinzettl                           | 18. Oktober 2003   | € 50.000        | 7. Promi-Millionenshow        |
| 5  | Karin Huber (Oberösterreich)               | 3. November 2003   | € 1 Million     | 224. Sendung – Europa-Special |
| 6  | Elfriede Awadalla (Wien)                   | 14. März 2005      | € 1 Million     | 350. Sendung                  |
| 7  | Heide Gondek (Wien)                        | 18. September 2006 | € 1 Million     | 467. Sendung                  |
| 8  | Philip Aschner (Hallein)                   | 20. Oktober 2007   | € 100.000       | 1. Junior-Special             |
| 9  | Marion Eidenhammer (Oberösterreich)        | 28. Juni 2008      | € 100.000       | 2. Junior-Special             |
| 10 | Gregor Seberg                              | 26. November 2008  | € 50.000        | 14. Promi-Millionenshow       |
| 11 | Stefan Schwaiger (Maishofen)               | 23. Mai 2009       | € 100.000       | 3. Junior-Special             |
| 12 | Andreas Goldberger und Nina Hartmann       | 24. Oktober 2011   | € 75.000        | 23. Promi-Millionenshow       |
| 13 | Thomas Geierspichler und Günther Matzinger | 22. Oktober 2012   | € 75.000        | 27. Promi-Millionenshow       |
| 14 | Andrea Spatzek                             | 26. November 2012  | € 75.000        | 28. Promi-Millionenshow       |
| 15 | Sonya Kraus                                | 13. Mai 2013       | € 75.000        | 30. Promi-Millionenshow       |
| 16 | Stephan Eberharter                         | 2. Dezember 2013   | € 75.000        | 32. Promi-Millionenshow       |
| 17 | Mathias Stockinger (Niederösterreich)      | 9. Dezember 2013   | € 1 Million     | 758. Sendung                  |
| 18 | Kristina Sprenger                          | 10. Februar 2014   | € 75.000        | 33. Promi-Millionenshow       |
| 19 | Angelika Kirchschlager                     | 2. Februar 2015    | € 75.000        | 37. Promi-Millionenshow       |
| 20 | Julia Cencig                               | 2. Februar 2015    | € 75.000        | 37. Promi-Millionenshow       |
| 21 | Dietrich Siegl                             | 23. November 2015  | € 75.000        | 40. Promi-Millionenshow       |
| 22 | Hooman Vojdani (Burgenland)                | 4. Juni 2018       | € 1 Million     | 894. Sendung                  |
| 23 | Wolf Bachofner                             | 2. Dezember 2019   | € 75.000        | 55. Promi-Millionenshow       |
| 24 | Christoph Götzendorfer (Oberösterreich)    | 23. November 2020  | € 1 Million     | 963. Sendung                  |
| 25 | Julia Stemberger                           | 28. November 2022  | € 75.000        | 64. Promi-Millionenshow       |

## Sonder- und Prominentenausgaben
In unregelmäßigen Abständen finden auch Promi-Millionenshows statt, zusätzlich gab es schon eine Europa-Millionenshow (mit Fragen zu Europa bzw. zur EU-Erweiterung), eine Ausgabe für Kinder, für Paare, für Zwillinge, für junge Väter und Mütter, ein Generationen-Special (mit einem Kind, einem Erwachsenen und einem Senioren), ein Bürgermeister-Special, in dem Bürgermeister Geld für ein Projekt ihrer Gemeinde erspielen konnten, sowie ein Maturanten-Special.
Im Wesentlichen gilt für die Promi-Millionenshows in Österreich das gleiche wie für die Prominenten-Specials der deutschen Version. Jedoch besteht bei österreichischen Prominenten-Specials die Möglichkeit, mit vier Jokern zu spielen, nicht.
| Sendung                     | Datum          | Gesamtgewinn | Spende für                                | Kandidaten |
| --------------------------- | -------------- | ------------ | ----------------------------------------- | --- |
| 01. Special                 | 16. Feb. 2001  | 5.000.000 öS | Licht ins Dunkel                          | Dodo Roscic, Ingrid Thurnher, Michael Niavarani, Franz Klammer, Erwin Steinhauer |
| 02. Special                 | 28. Mai 2001   | 2.000.000 öS | „Menschen für Menschen“                   | Roman Rafreider, Barbara Karlich, Toni Polster, Harald Krassnitzer, Karlheinz Böhm |
| 03. Special                 | 29. Nov. 2001  | 1.750.000 öS | „Rettet den Stephansdom“                  | August Paterno, Marianne Mendt, Armin Assinger, Danielle Spera, Jenny Jürgens |
| 04. Special                 | 09. Feb. 2002  | 135.000 €    | „Licht ins Dunkel“                        | Roland Düringer, Ulrike Beimpold, Heinz Marecek, Gisela Hopfmüller, Gerry Friedle |
| 05. Special                 | 08. Feb. 2003  | 080.000 €    | „Licht ins Dunkel“                        | Kristina Sprenger, Robert Seeger, Christoph Fälbl, Chris Lohner, Peter Rapp |
| 06. Special                 | 26. Mai 2003   | 125.000 €    | Nationalpark Hohe Tauern                  | Elisabeth Engstler, Dagmar Koller, Rainer Schönfelder, Alexander Telesko, Joesi Prokopetz |
| 07. Special                 | 18. Okt. 2003  | 170.500 €    | „Rettet den Stephansdom“                  | Andreas Jäger, Harald Serafin, Monica Weinzettl, Elfriede Ott, Werner Grissmann |
| 08. Special                 | 07. Feb. 2004  | 115.500 €    | „Licht ins Dunkel“                        | Heinz Prüller, Wolfgang Böck, Thomas Brezina, Claudia Stöckl, Jazz Gitti |
| 09. Special                 | 05. Feb. 2005  | 115.500 €    | „Licht ins Dunkel“                        | Toni Polster, Katharina Stemberger, Arabella Kiesbauer, Georg Danzer, Viktor Gernot |
| 10. Special                 | 09. Feb. 2007  | 200.000 €    | „Licht ins Dunkel“                        | Gregor Bloéb, Michaela Dorfmeister, Nina Proll, Eva Maria Marold, Peter Simonischek |
| 11. Special                 | 29. Sep. 2007  |              | Österreichische Sporthilfe"               | Markus Brier, Toni Innauer, Mirna Jukić, Michael Konsel, Heidi Krings |
| 12. Special                 | 02. Feb. 2008  | 200.000 €    | „Licht ins Dunkel“                        | Petra Frey, Karlheinz Hackl, Sandra Pires, Fritz Strobl, Robert Palfrader als Kaiser Robert Heinrich I.                                                                                        |
| 13. Special                 | 18. Okt. 2008  | 135.000 €    | Österreichische Sporthilfe                | Helge Payer und Marina Schneider, Bernhard Kohl und Franz Stocher, Alexandra Meissnitzer und Matthias Lanzinger, Ludwig Paischer und Thomas Geierspichler, Doris Schwaiger und Clemens Doppler |
| 14. Special                 | 26. Nov. 2008  | 200.000 €    | Licht ins Dunkel                          | Maggie Entenfellner, Brigitte Neumeister, Marc Pircher, Gregor Seberg, Matthias Steiner |
| 15. Special                 | 14. Feb. 2009  | 200.000 €    | Licht ins Dunkel                          | Albert Fortell, Lisa Gadenstätter, Andreas Goldberger, Andy Lee Lang, Elke Winkens |
| 16. Special                 | 04. Sep. 2009  | 090.000 €    |                                           | Herbert Steinböck, Gerold Rudle, Klaus Eberhartinger, Sigrid Hauser |
| 17. Special                 | 23. Nov. 2009  | 090.000 €    | Licht ins Dunkel                          | Francine Jordi, Ursula Strauss, Otto Retzer, Stefan Ruzowitzky |
| 18. Special                 | 12. Dez. 2009  | 145.000 €    | Österreichische Sporthilfe                | Christian Clerici und Anita Wachter; Andreas Goldberger und Stefanie Schuster; Vera Russwurm und Fritz Strobl; Verena Scheitz und Michaela Dorfmeister                                         |
| 19. Special                 | 15. Feb. 2010  |              |                                           | Anton Faber, Hubert Neuper, Jazz Gitti, Claudia Reiterer |
| 20. Special                 | 25. Okt. 2010  | 150.000 €    | Sportler für Sportler                     | Herbert Prohaska und Rainer Pariasek, Mirna Jukić und Robert Seeger, Thomas Morgenstern und Michael Roscher, Alex Antonitsch und Oliver Polzer                                                 |
| 21. Special                 | 22. Nov. 2010  | 203.000 €    | Licht ins Dunkel                          | DJ Ötzi, Doris Golpashin, Robert Kratky, Peter Schröcksnadel |
| 22. Special                 | 21. Feb. 2011  | 105.000 €    | Licht ins Dunkel                          | Rudolf Roubinek, Dirk Stermann, Natalia Ushakova, Mirjam Weichselbraun Der Telefonjoker von Mirjam Weichselbraun war Günther Jauch, Moderator des deutschen Pendants Wer wird Millionär?       |
| 23. Special                 | 24. Okt. 2011  | 195.000 €    | Österreichische Sporthilfe                | Andreas Goldberger und Nina Hartmann, Christoph Sumann und Angelika Niedetzky, Frenk Schinkels und Gerold Rudle, Elisabeth Görgl und Günther Lainer                                            |
| 24. Special                 | 21. Nov. 2011  | 185.000 €    | Licht ins Dunkel                          | Lilian Klebow, Tom Walek, Sarah Wiener, Ernst Hausleitner und Alexander Wurz |
| 25. Special                 | 27. Feb. 2012  | 170.000 €    | Licht ins Dunkel                          | Andreas Gabalier, Barbara Karlich, Nicholas Ofczarek, Katharina Straßer |
| 26. Special                 | 14. Mai 2012   | 185.000 €    | Life Ball                                 | Dolly Buster, Alfons Haider, Benjamin Karl, Eva Padberg |
| 27. Special                 | 22. Okt. 2012  | 160.000 €    | Österreichische Sporthilfe                | Reinfried Herbst, Steffen Hofmann, Thomas Geierspichler, Günther Matzinger, Ivona Dadic, Mari Lang, Claudia Kottal, Herr Hermes                                                                |
| 28. Special                 | 26. Nov. 2012  | 150.000 €    | Licht ins Dunkel                          | Oliver Baier, Lidia Baich, Andrea Spatzek, Alexander Fankhauser und Andreas Wojta |
| 29. Special                 | 18. Feb. 2013  | 150.000 €    | Licht ins Dunkel                          | Maria Happel, Gerald Fleischhacker, Cornelius Obonya, Lukas Perman und Marjan Shaki |
| 30. Special                 | 13. Mai 2013   | 170.000 €    | Life Ball (AIDS-Hilfe)                    | Konstanze Breitebner, Susanna Hirschler, Sonya Kraus, Manuel Rubey und Thomas Stipsits |
| 31. Special                 | 21. Okt. 2013  | 170.000 €    | Österreichische Sporthilfe                | Dinko Jukic, Stefanie Schwaiger, Doris Schwaiger, Markus Rogan, Ulrike Kriegler, Peter Stöger, Hannes Reichelt und Mathias Berthold                                                            |
| 32. Special                 | 02. Dez. 2013  | 200.000 €    | Licht ins Dunkel                          | Harry Prünster, Christina Stürmer, Michael Ostrowski und Stephan Eberharter |
| 33. Special                 | 10. Feb. 2014  | 200.000 €    | Licht ins Dunkel                          | Kristina Sprenger, Hanno Settele, Edita Malovcic und Nik P. |
| 34. Special                 | 19. Mai 2014   | 160.000 €    | Life Ball (AIDS-Hilfe)                    | Lena Hoschek, Sonja Kirchberger, Sunnyi Melles und Alice Tumler |
| 35. Special                 | 20. Okt. 2014  | 160.000 €    | Österreichische Sporthilfe                | Roman Mählich, Paul Scharner, Claudia Lösch, Hans Knauß, Julia Zaiser, Mirna Jukic, Bernadette Schild und Marlies Schild                                                                       |
| 36. Special                 | 24. Nov. 2014  | 125.000 €    | Licht ins Dunkel                          | Sandra König, Niki Glattauer, Karim El-Gawhary und Ildikó Raimondi |
| 37. Special                 | 02. Feb. 2015  | 220.000 €    | Licht ins Dunkel                          | Alexander Kumptner, Angelika Kirchschlager, Julia Cencig und Werner Gruber |
| 38. Special                 | 11. Mai 2015   | 160.000 €    | Life Ball (AIDS-Hilfe)                    | Juergen Maurer, Birgit Sarata, Andreas Vitasek und Simone Stelzer |
| 39. Special                 | 19. Okt. 2015  | 120.000 €    | Österreichische Sporthilfe                | Philipp Hosiner und Manuel Ortlechner, Kathrin Zettel und Nicole Hosp, Daniela Iraschko-Stolz und Mario Stecher, Sabine Weber-Treiber und Valentin Vogl                                        |
| 40. Special                 | 23. Nov. 2015  | 135.000 €    | Licht ins Dunkel                          | Kristina Bangert, Renate Götschl, Franz Posch, Dietrich Siegl |
| 41. Special                 | 25. Jän. 2016  | 160.000 €    | Licht ins Dunkel                          | Brigitte Kren, Sabine Petzl, August Schmölzer, Seiler und Speer |
| 42. Special                 | 24. Okt. 2016  | 170.000 €    | Österreichische Sporthilfe                | Stefan Kraft und Michael Hayböck, Kira Grünberg und Thomas Herzog, Thomas Zajac und Tanja Frank, Cornelia Hütter und Roland Assinger                                                           |
| 43. Special                 | 28. Nov. 2016  | 120.000 €    | Licht ins Dunkel                          | Andreas Daniel Onea, Christine Reiler, Jakob Seeböck, Zoë Straub |
| 44. Special                 | 13. Feb. 2017  | 120.000 €    | Licht ins Dunkel                          | Stefan Jürgens, Nina Proll, Otto Retzer, Nathan Trent |
| 45. Special                 | 29. Mai 2017   | 175.000 €    | Life Ball                                 | Chris Lohner, Patricia Aulitzky, Barbara Meier, Peter Schneeberger |
| 46. Special                 | 23. Okt. 2017  | 105.000 €    | Österreichische Sporthilfe                | Robert Almer, Alisa Buchinger, Laura Feiersinger, Anna Gasser, Alex Kristan, Nicole Schmidhofer, Andreas Prommegger, Stephanie Venier                                                          |
| 47. Special                 | 04. Dez. 2017  | 160.000 €    | Licht ins Dunkel                          | Gery Keszler, Andi Knoll, Max Müller, Mona Seefried |
| 48. Special                 | 29. Jän. 2018  | 125.000 €    | Licht ins Dunkel                          | Ruth Brauer-Kvam, Peter Klien, Wolfgang Pissecker, Doris Schretzmayer |
| 49. Special                 | 28. Mai 2018   | 135.000 €    | Life Ball                                 | Hilde Dalik, Harald Sicheritz, Gedeon Burkhard, Dominic Muhrer |
| 50. Special                 | 29. Okt. 2018  | 120.000 €    | Österreichische Sporthilfe                | Teresa Stadlober und Alois Stadlober, David Gleirscher und Markus Prock, Michaela Kirchgasser und Rainer Schönfelder, Alina Zellhofer und Kristina Inhof                                       |
| 51. Special                 | 03. Dez. 2018  | 160.000 €    | Licht ins Dunkel                          | Rebecca Horner, Thomas Mraz, Ina Regen, Christian Tramitz |
| 52. Special                 | 11. Feb. 2019  | 140.000 €    | Licht ins Dunkel                          | Aaron Karl, Elisabeth Oberzaucher, Omar Sarsam, Michael Schottenberg |
| 53. Special                 | 4. Jun. 2019   | 135.000 €    | Life Ball                                 | Dirk Heidemann, Ronja Forcher, Cesár Sampson, Lili Paul |
| 54. Special                 | 21. Okt. 2019  | 150.000 €    | Österreichische Sporthilfe                | Jakob Schubert und Vanessa Herzog, Andrea Fischbacher und Ramona Siebenhofer, Christoph Strasser und Michael Strasser, Nina Burger und Anna-Theresa Lallitsch                                  |
| 55. Special                 | 2. Dez. 2019   | 175.000 €    | Licht ins Dunkel                          | Wolf Bachofner, Amélie van Tass und Thommy Ten, Sonja Weissensteiner und Marc Janko |
| 56. Special                 | 3. Feb. 2020   | 125.000 €    | Licht ins Dunkel                          | Bernhard Aichner, Fanny Krausz, Josh., Eva Pölzl |
| 57. Special                 | 19. Okt. 2020  | 120.000 €    | Österreichische Sporthilfe                | Felix Auböck, Adi Hütter, Jasmin Ouschan, Leonhard Stock |
| 58. Special                 | 7. Dez. 2020   | 110.000 €    | Licht ins Dunkel                          | Hubert von Goisern, Martina Poel, Gery Seidl, Fanny Stapf |
| 59. Special                 | 30. Jan. 2021  | 135.000 €    | Licht ins Dunkel                          | Katharina Gutensohn, Ferry Öllinger, Karl Ploberger, Thomas Stipsits |
| 60. Special                 | 25. Okt. 2021  | 100.000 €    | Österreichische Sporthilfe                | Florian Brungraber, Magdalena Lobnig, Jürgen Melzer, Bettina Plank |
| 61. Special                 | 6. Dez. 2021   | 95.000 €     | Licht ins Dunkel                          | Petra Morzé, Silvia Schneider, Michael Schönborn, Chris Steger |
| 62. Special                 | 7. Feb. 2022   | 170.000 €    | Licht ins Dunkel                          | Birgit Denk, Paul Pizzera, Robert Stadlober, Katharina Stemberger |
| 63. Special                 | 3. Okt. 2022   | 90.000 €     | Österreichische Sporthilfe                | Elisabeth Aigner, Veronika Aigner, Alessandro Hämmerle, Martin Hinteregger, Nadine Prohaska |
| 64. Special                 | 28. Nov. 2022  | 225.000 €    | Licht ins Dunkel                          | Caroline Athanasiadis, Johannes Silberschneider, Christian Stani, Julia Stemberger |
| 65. Special                 | 6. Feb. 2023   | 125.000 €    | Licht ins Dunkel                          | Michael Dangl, Andreas Guenther, Die Mayerin, Maria Santner |
| 66. Special                 | 9. Okt. 2023   | 135.000 €    | Österreichische Sporthilfe                | Katrin Beierl, Stefan Maierhofer, Mona Mitterwallner, Michael Walchhofer |
| 67. Special                 | 4. Dez. 2023   | 145.000 €    | Licht ins Dunkel                          | Thomas Brezina, Alina Fritsch, Nico Langmann, Missy May |
| 68. Special                 | 23. Mär. 2024  | 120.000 €    | Licht ins Dunkel                          | Gregor Glanz, Selina Graf, Kaleen, Robert Palfrader |
| 69. Special                 | 14. Sept. 2024 | 155.000 €    | Österreichische Sporthilfe                | Anna Gandler, Ralph Hasenhüttl, Eva Pinkelnig sowie Lara Vadlau und Lukas Mähr |
| 70. Special                 | 16. Nov. 2024  | 120.000 €    | Licht ins Dunkel                          | Nicole Beutler, Thorsteinn Einarsson, Lydia Prenner-Kasper, Ralf Rangnick |
| Jubiläumssendung (25 Jahre) | 6. Jän. 2025   |              | keine (reguläre Auszahlung an Kandidaten) | Privatpersonen mit Bezug zur Zahl 25 (wie Silberne Hochzeit) |
| 71. Special                 | 10. März 2025  | 100.000 €    | Licht ins Dunkel                          | Susi Stach, Benedikt Mitmannsgruber, Lidia Baich, Mark Seibert |